# Xanthorhoe tianschanica
Xanthorhoe tianschanica là một loài bướm đêm trong họ Geometridae.